# Edifici d'habitatges d'en Boi Ventura
L'Edifici d'habitatges d'en Boi Ventura és una obra neoclàssica de Sabadell (Vallès Occidental) protegida com a Bé Cultural d'Interès Local.

## Descripció
Edifici d'habitatges, entre mitgeres, constituït per planta baixa amb comerç i dos pisos que allotgen quatre estatges. Als baixos hi ha unes grans columnes que corresponen a la botiga i un accés lateral coronat amb una orla per als pisos. Al primer pis hi ha una tribuna sobre la qual descansa una balconada. La façana està arrebossada i ornamentada amb elements de pedra a les obertures i al coronament.

## Història
La primera estança de la planta baixa, que estava dissenyada per allotjar una botiga, està ocupada per dues.